# Cardroc
Cardroc (bretonisch: Kerdreg) ist eine französische Gemeinde mit 598 Einwohnern (Stand: 1. Januar 2022) im Département Ille-et-Vilaine in der Region Bretagne; sie gehört zum Arrondissement Saint-Malo und zum Kanton Combourg. Die Einwohner werden Cardreuciens genannt.

## Geographie
Cardroc liegt etwa 20 Kilometer nordwestlich von Rennes. Im Süden der Gemeinde entspringt der Fluss Flume. Umgeben wird Cardroc von den Nachbargemeinden La Baussaine im Norden, Les Iffs im Nordosten und Osten, La Chapelle-Chaussée im Osten und Süden sowie Miniac-sous-Bécherel im Westen.

## Bevölkerungsentwicklung
| Jahr                       | 1962 | 1968 | 1975 | 1982 | 1990 | 1999 | 2006 | 2013 | 2017 |
| Einwohner                  | 438  | 402  | 351  | 332  | 376  | 400  | 473  | 543  | 602  |
| Quellen: Cassini und INSEE |      |      |      |      |      |      |      |      |      |

## Sehenswürdigkeiten
- Kirche Les Trois-Maries aus dem 15./16. Jahrhundert mit Kreuzigungsfenster aus dem 19. Jahrhundert

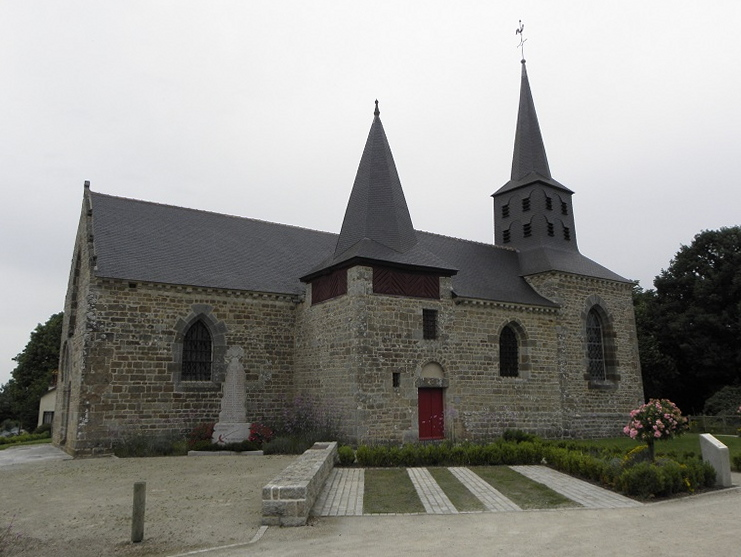
Kirche Les Trois-Maries